# 神直道
神 直道（じん なおみち、1911年（明治44年）8月20日 - 1998年（平成10年）9月29日）は、日本の陸軍軍人、宗教学者。軍人としての最終階級は陸軍中佐。陸士44期卒で瀬島龍三と同期。

## 略歴
- 1911年（明治44年）8月20日　宮城県で官吏・神直一の長男として生まれる。
- 仙台一中に入学。
- 1932年（昭和7年）
  - 7月　陸軍士官学校（44期）卒業。
  - 10月　工兵少尉任官。工兵第2大隊附。
- 1934年（昭和9年）10月　中尉に昇進。
- 1937年（昭和12年）11月　航空兵科に転科し、航空大尉となる。所沢飛行学校へ。
- 1938年（昭和13年）12月　飛行第2戦隊附。
- 1939年（昭和14年）
  - 4月　飛行第2戦隊中隊長。
  - 12月　陸軍大学校入学。
- 1941年（昭和16年）
  - 10月　少佐任官。
  - 12月　陸大（55期）卒。航士教官。
- 1942年（昭和17年）9月　大本営参謀。
- 1944年（昭和19年）
  - 6月　防衛参謀。
  - 12月　第8飛行師団参謀。
- 1945年（昭和20年）
  - 2月　第32軍兼第6航空軍兼第8飛行師団参謀。
  - 6月　中佐昇進。
  - 7月　第6航空軍参謀。
  - 11月　復員。